# Modesto Manifesto
Le Modesto Manifesto est un code de conduite éthique de vie et de travail conçu par Billy Graham pour les hommes chrétiens évangéliques.

## Histoire

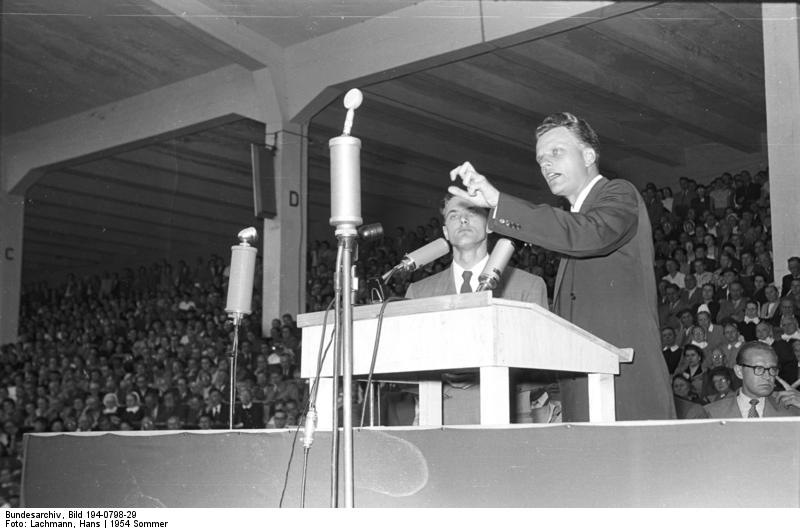
Billy Graham lors d'une prédication à Düsseldorf, en Allemagne, le 21 juin 1954.

En 1948, dans une chambre d'hôtel à Modesto (Californie), l’évangéliste Billy Graham et son équipe d’évangélisation ont établi le Modesto Manifesto, un code d’éthique de vie et de travail pour se protéger des accusations d’abus financiers, sexuels et de pouvoir. En 1979, la Billy Graham Evangelistic Association s’est inspirée du manifeste pour la fondation du Conseil évangélique pour la responsabilité financière. Après quelques années, le code a été suivi par d'autres leaders évangéliques. En 2017, le vice-président américain Mike Pence a affirmé suivre une des règles de ce code en disant éviter de se trouver seul avec une femme autre que son épouse.

## Caractéristiques
Le code comprend 4 règles pour la répartition et la transparence des offrandes reçues dans les églises, le travail uniquement avec des églises favorables à l’évangélisation coopérative, l’usage des estimations officielles des foules lors des évènements en plein air et l’engagement à ne jamais être seul avec une femme autre que son épouse,. Cette dernière règle a été reprise par le vice-président Mike Pence, et est devenue connue comme la « règle Pence ». Son application fait débat : Elle est critiquée comme étant sexiste, mais elle devient bien utile pour rester blanchi lors des scandales publiques tels que le mouvement MeToo.

## Critiques
En 2017, le manifeste a été accusé de sexisme par la rédactrice en chef du magazine Christianity Today, Katelyn Beaty. Michael L. Brown a répondu à cette critique en disant que le manifeste reconnaît simplement l’attraction naturelle entre un homme et une femme et permet de prévenir les occasions de tentation.